# ボルボ・V40
V40（Volvo V40）は、スウェーデンの自動車メーカー、ボルボ・カーズが生産・販売していた乗用車である。

## 概要
1995年に初代が登場した。4ドアセダン・S40のステーションワゴン版にあたる。2004年のフルモデルチェンジを機に、V50へ名称が改められた。これにより、V40という名称は、2代目が登場するまでの間、一時的に消滅した。
2012年に2代目が登場し、8年振りに「V40」のネーミングが復活した。先代モデルからボディ形状が改められ、Cセグメントの5ドアハッチバックに生まれ変わった。2019年モデルをもって、2度目の生産終了が決定し、再び廃盤となった。事実的な後継車は、XC40が担う。

## 初代（1995年 - 2004年）
1995年に登場した。S40とともに、同社のエントリーモデルにあたる。1997年10月、日本市場で発売を開始した。日本での呼び名は「ぶいよんじゅう」。
ボディサイズは、全幅を1,720mmとした3ナンバーサイズである。安全装備として、全車に運転席&サイドエアバッグ、EBD付きABS、むち打ち症対策安全シート「WHIPS（ウィップス）」、プリテンショナー付シートベルトを標準装備する。
パワートレインは、1.8L 直列4気筒DOHCガソリン「1.8」、2.0L 直列4気筒DOHCガソリン「2.0」、2.0L 直列4気筒DOHCガソリンターボ「2.0 T」、1.9L 直列4気筒DOHCガソリンターボ「T-4」の4種類が用意される。トランスミッションは、4速ATおよび5速MTが組み合わされる。
生産は、（当時）オランダ政府・三菱自動車工業・ボルボの合弁会社であったネッドカーで行われた。同じ工場でプラットフォームを共有する三菱・カリスマとともに生産された。
2000年9月、マイナーチェンジ（後期型へ移行）。前後ライトやフェンダー形状などの意匠が刷新された。同時に、ホイールベースやフロントトレッドの延長、サスペンションの見直しやタイヤサイズの変更も実施された。パワートレインは、「1.8」が廃止され、「2.0」と「2.0 T」のみとなった。トランスミッションは、5速ATに改められた。
2002年4月、特別仕様車「T-4 75th Anniversary Limited Edition」を250台限定で発売。「T-4」をベースに、ボディ同色前後バンパー&サイドモール、BBS製16インチアルミホイール、キセノン式ヘッドライト、本革パワーシート（ヒーター付き）、本革巻きステアリング、スポーティメーターパネル、ガラスサンルーフ、CD/MD付きオーディオ、シルバーメタルフィニッシュのパーツなどを特別装備する。
同年11月、特別仕様車「ノルディックスポーツ」を200台限定で発売。「ノルディックスペシャル」をベースに、専用フルエアロキットやボディ同色バンパーモール／サイドモール、ブラックベゼルヘッドランプ、本革シート、ピアノブラック調素材内装、CD/MD付きハイパフォーマンスオーディオシステムなどを特別装備する。
2003年4月、仕様変更。従来の「ノルディックスペシャル」に代わる最上級グレード「Classic」を追加発売。ノルディックスペシャルの装備に加え、専用デザインのアルミホイールやフルカラードボディなど、クラシック専用アイテムを採用する。一方で、価格はノルディックスペシャルから据え置きとした。
2004年5月、後継モデルであるV50の発売に伴い、生産・販売を終了した。

## 2代目（2012年 - 2019年）
2012年9月、ジュネーブモーターショーでワールドプレミア。欧州市場では、同年秋から販売が開始された。日本市場では、翌2013年春より販売が開始された。
「ヒューマン・センタード（human-centered）」という設計思想のもと、3ドアクーペのC30、4ドアセダンのS40、5ドアステーションワゴンのV50を統合した後継車種として開発された。基本骨格として、先代と同じ「フォード・C1プラットフォーム」や「マツダ・BKプラットフォーム」と共通の「ボルボ・P1プラットフォーム」を用いる。
ボディサイズは、全長が4370mm、全幅が1785mm、全高が1440mm、ホイールベースが2645mmで、Cセグメント相当の5ドアハッチバックとなる。ただし、ボルボはこれを「プレミアム・ショートワゴン」と呼称している。
「ダイナミックなクーペフォルムとモダン・スカンジナビアデザインの融合」を謳ったスタイリングは、スポーツクーペであるP1800からインスピレーションを得ており、リアドアの後方でフックしたキャラクターラインやウィンドウグラフィックスなどが特徴的である。
人間工学に基づいてデザインされたインテリアは、随所にスカンジナビアンテイストを盛り込んだ。「エレガンス」「エコ」「パフォーマンス」の3テーマからグラフィックが選択可能な、TFT液晶パネルを用いた「カラー液晶メーター」を同社で初めて採用した。さらに、7色のアンビエントライトを選択できる「インテリア・シアターライト」も用意される。
パワートレインは、1.6L 直列4気筒DOHCガソリンターボ「T4」、2.0L/2.5L 直列5気筒DOHCガソリンターボ「T5」、デンソーと共同開発した2.0L 直列4気筒DOHCディーゼルターボ「D4」の4種類が用意される。燃費低減機構として、ブレーキ・エネルギー回収システムや、同社初のアイドリング・ストップシステムが搭載される。
トランスミッションは、6速MTのほか、アイシンAW（現・アイシン）製のトルクコンバーター式6速AT、ゲトラグ製の湿式多板クラッチ式6速DCT（パワーシフト）が組み合わされる。
安全装備では、作動速度域が向上した自動ブレーキシステム「シティ・セーフティ」を標準装備する。さらに、世界初となる「歩行者エアバッグ」をオプションで用意した。これは、歩行者との接触の衝撃でポップアップしたボンネットから、フロントガラスに向けてU字型のエアバッグが飛び出し、歩行者の頭部がガラス面に打ち付けられる際の衝撃を和らげるシステムである。
ほかにも、歩行者検知機能付の追突回避・軽減フルオートブレーキシステム「ヒューマン・セーフティ」、車線逸脱を防止する「レーン・チェンジ・マージ・エイド」、車両の急接近を警告する「レーン・キーピング・エイド」、道路標識を検知する「ロード・サイン・インフォメーション」など、10種類の先進安全・運転支援技術「IntelliSafe10」を「セーフティ・パッケージ」として全車種にオプション設定する。
標準モデルのほかに、スポーツモデルの「R-DESIGN」、内外装をSUV仕立てとした「Cross Country」がある。前者は、専用色のレーベルブルーをはじめ、スポーツステアリング、モノチューブリアダンパーに強化スプリングを組み合わせた専用スポーツサスペンションといった数々の専用装備を採用する。後者は、グラファイトカラーのフロント・バンパー、専用フロントグリル、ルーフレールなどを装備する。両者ともに、垂直に配列されたLEDランプを備えた専用マスクと、左右独立マフラーを装備する。

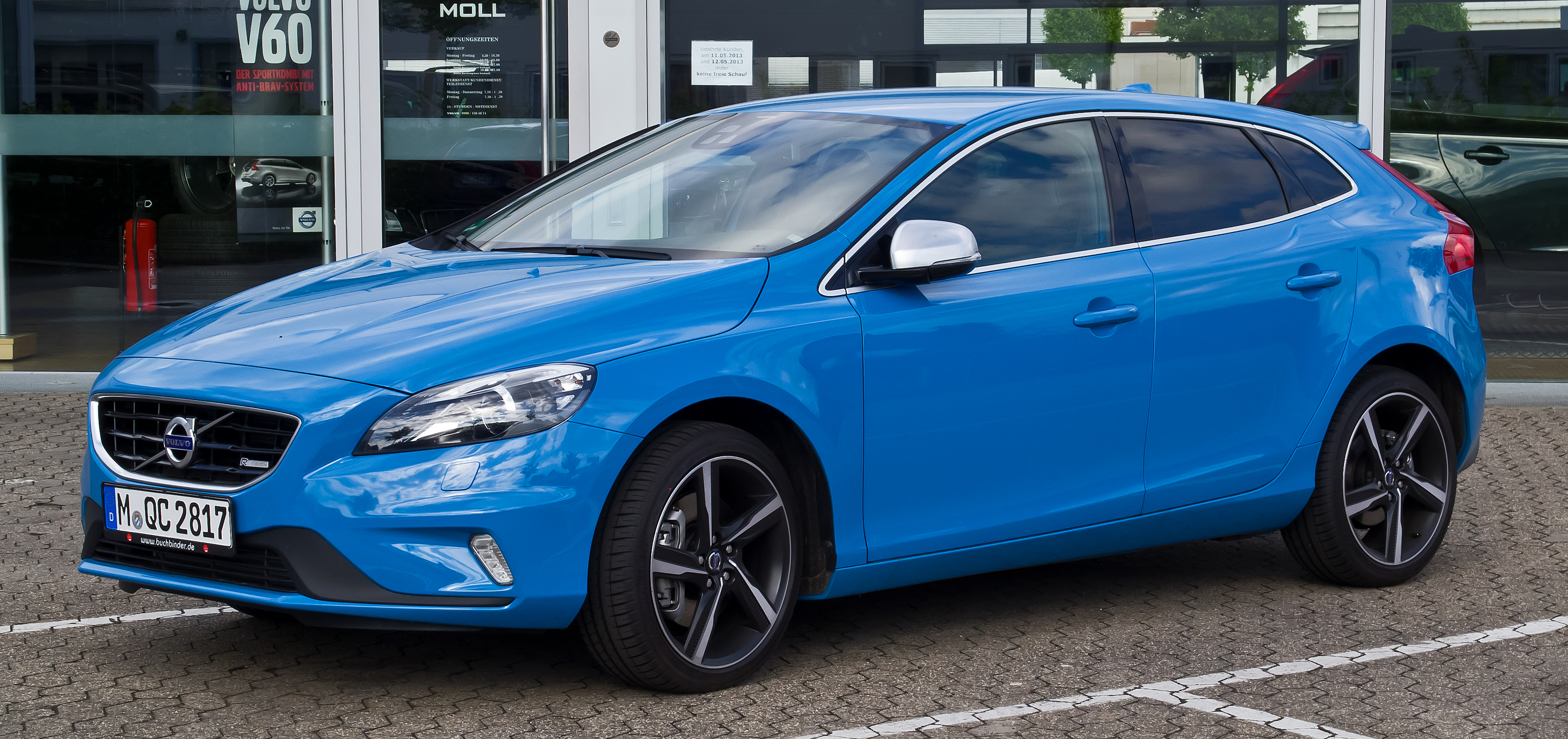
R-DESIGN
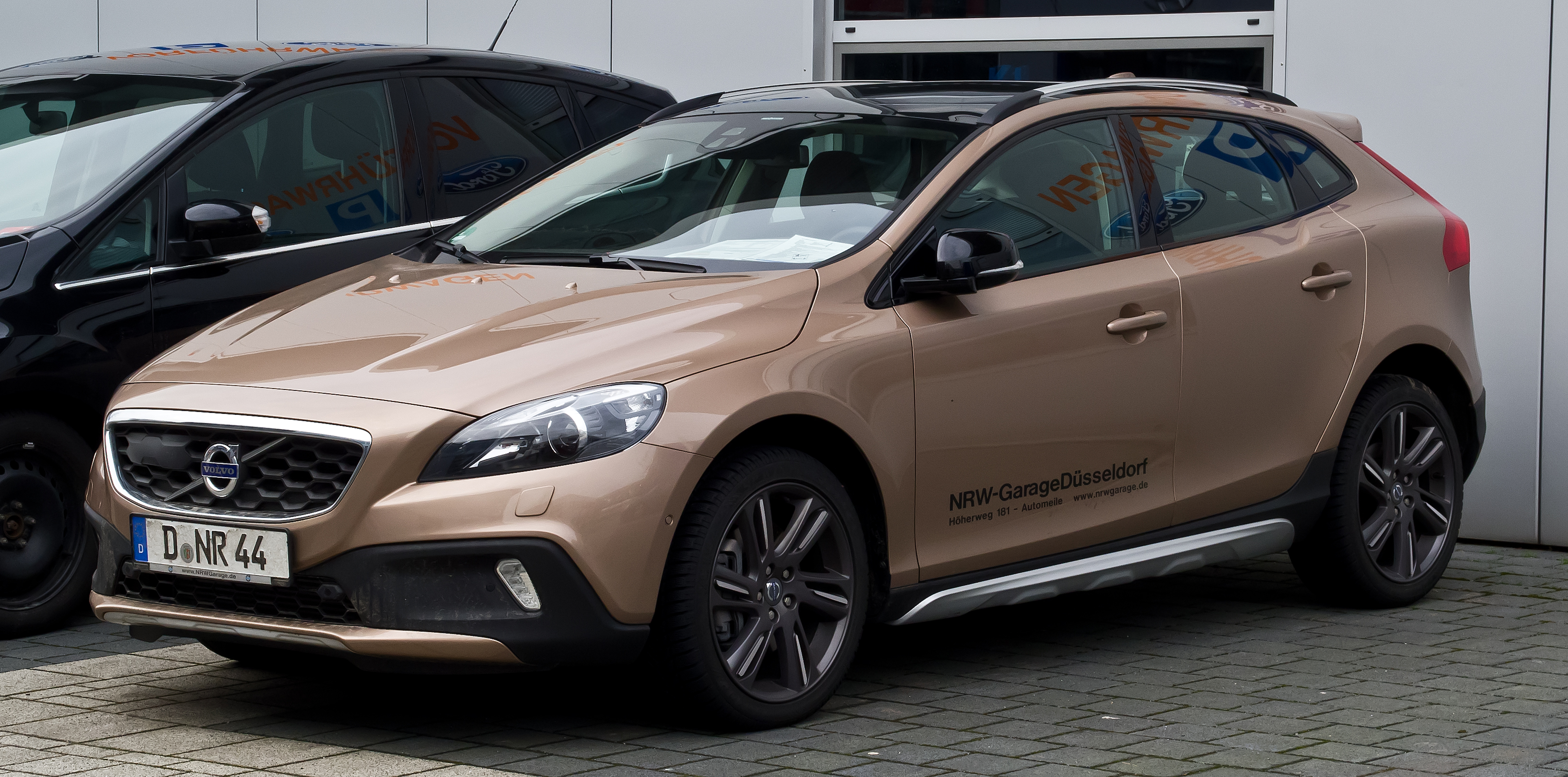
Cross Country

### 日本での販売
2013年2月19日、発売開始。当初は標準モデルのみで、ベースグレードの「T4」と上級グレードの「T4 SE」の2種類が用意された。日本の保安基準に適合させるため、フロントバンパーカバー下部のLEDデイタイムランプは省かれ、メッキパーツが装着される。カラー液晶メーターやシティ・セーフティは標準装備となる。派生モデルである「T5 R-DESIGN」は4月23日に、「Cross Country T5 AWD」は5月7日に、それぞれ発売された。
同年3月6日、「T4」エンジンを搭載する標準モデルに、専用チューニングプログラム「ポールスター・パフォーマンス・パッケージ」を発売。燃費性能や快適さを損なわずに、エンジンの出力やトルクを高めるエンジンマネジメントプログラムである。インストール後の最高出力は20ps、最大トルクは4.6kgm向上する。プログラムには、「POLESTAR」リアエンブレム、英語版オーナーズブック、ポールスター・パフォーマンス認定証が付属する。
同年6月7日、年次改良。予定より2ヶ月前倒ししての発売となった。2014年モデルでは、ヒューマン・セーフティにサイクリストの検知機能が追加された。また、「T4」にレザー・パッケージとナビゲーション・パッケージが選択可能となったほか、「T4 SE」にナビゲーション・パッケージが標準装備となった。
同年12月2日、価格改定。セーフティ・パッケージを標準装備化したほか、ナビゲーション・パッケージおよびレザー・パッケージのオプション価格を引き下げた。なお、「T4 SE」に標準装備されていたナビゲーション・パッケージは、再びオプション装備となった。
2014年4月24日、特別仕様車「T4 Sports」を200台限定で発売。「T4 SE」をベースに、レッドストライプ入りのサイド／リアディフレクター、リアエンドのディフューザー、2本出しのマフラーエンド、18インチ鍛造アルミホイール、シルバーとレッドのラインが入ったホワイトカラーのセンターコートアルミニウムパネルが専用装備される。また、ナビゲーションパッケージやPCC（パーソナル・カー・コミュニケーター）/キーレスドライブ、リアビューカメラなども標準装備となる。同年6月末までの登録車に限り、ポールスター・パフォーマンス・パッケージも無償で提供される。
同年11月20日、「T5 R-DESIGN」に仕様変更。パワートレインが一新され、Drive-E 2.0L 直列4気筒DOHCガソリンターボ「T5」に、多段化された8速ATを組み合わせる。さらに、リアビューカメラとシフトパドルを標準装備したほか、マルチメディアシステム「SENSUS」を一新し、インターネット接続機能や音声認識機能が追加された。ETC車載器は、ITSスポット（DSRC）対応へアップデートされた。オプションのプレミアムサウンド・オーディオシステムは、新たにharman/kardon製スピーカーを採用した。
同年12月18日、標準モデルおよび「Cross Country」に仕様変更。全モデルに新世代の「SENSUS」とリアビューカメラが標準装備された。「T4 SE」と「Cross Country T5 AWD」には、フロントバンパー下部にヘッドライトと連動して点灯するLEDドライビングライトが新たに追加装備された。
2015年3月26日、特別仕様車「OCEAN RACE EDITION」を300台限定で発売。「T4 SE」のレザーパッケージ装着車がベースとなっている。ボルボ・オーシャンレース（VOR）にちなんだ様々な専用装備に加え、パノラマ・ガラスサンルーフや歩行者エアバッグなども標準で備わる。ボディーカラーは、大海原をイメージした専用色「オーシャンブルーメタリックII」のほか、「クリスタルホワイトパール」の計2色が用意される。
同年3月30日、新パワートレイン「Drive-E」を搭載する「Cross Country T5 AWD」を200台限定で発売。先に発売された「T5 R-DESIGN」同様、Drive-E 2.0L 直列4気筒DOHCガソリンターボ「T5」に、多段化された8速ATを組み合わせる。
同年5月7日、特別仕様車「Gomyo Yuko Selection」を50台限定で発売。「T4 SE」をベースに、ブロンドカラーのレザーシートや、エスプレッソ／ブロンドのツートンカラーインテリア、モダンウッドパネルなどが特別装備される。縦列駐車支援システム「パーク・アシスト・パイロット」や歩行者エアバッグ、PCC/キーレスドライブも標準装備される。
同年6月1日、特別仕様車「R-DESIGN Carbon Edition」を88台限定で発売。「T5 R-DESIGN」をベースに、カーボンファイバー素材からなるルーフ、ドアミラーカバー、スカッフプレートに加え、リップ付きのルーフスポイラーと専用のレッドシートベルト、グロッシーブラックに彩られたウィンドウモールやリアディフューザー、19インチアルミホイール“Artio”（グロッシーブラック）などを装備する。
同年7月23日、仕様変更。標準モデルおよび「Cross Country」に、Drive-E 2.0L 直列4気筒DOHCディーゼルターボ「D4」を追加設定した。シフトパドル付の8速ATが組み合わされ、自動車取得税および自動車重量税が免税となる（100%減税）。併せて、ガソリン車のラインアップが一新され、「T4」全モデルが廃止された。その代わりとして、Drive-E 1.5L 直列4気筒DOHCガソリンターボを搭載する「T3」が新設定された（当初は9月1日発売予定と告知されていたが、8月19日に前倒し発売）。新開発の6速ATが組み合わされ、自動車取得税が40%、重量税が25%減税となる。「Cross Country T5 AWD」は、先行して発売された限定車に倣い、新パワートレイン「Drive-E」を搭載したうえで、グレード名称を「Cross Country T5 AWD SE」に改めた。
同年12月8日、特別仕様車「D4 R-DESIGN」を200台限定で発売。標準モデルの「D4 SE」をベースに、R-DESIGN専用エクステリア/インテリア、プレミアムサウンド・オーディオシステム、パノラマ・ガラスルーフ、パークアシスト・パイロット、歩行者エアバッグ、PCC/キーレスドライブ、ナビゲーションパッケージなどを装備する。
2016年7月5日、マイナーチェンジ（後期型へ移行）。縦基調に改められたフロントグリルや「シティ・ウィーブ」と名付けられたテキスタイルシートなど、新世代ボルボを象徴するデザインを随所に採用した。併せて、北欧神話に由来する「トールハンマー」を模したT字型のLEDヘッドライトや、従来オプション装備であった歩行者エアバッグが、全モデルに標準装備化された。ボディーカラーは、新色のアマゾンブルーやデニムブルーを含む5色が新たにラインアップされる。その他、グレード体系や装備内容の見直しが実施された。
同年12月27日、特別仕様車「T3 Anniversary Edition」を200台限定で発売。同社の第1号車「ÖV4（通称：ヤコブ）」の誕生から90周年を記念したモデルである。標準モデルの「T3 Kinetic（キネティック）」をベースに、ナビゲーションパッケージを標準装備しながら、ベース比で10万円安価な価格を実現した。
2017年1月25日、特別仕様車「D4 R-Design Polestar Edition」を150台限定で発売。2015年に発売された特別仕様車「D4 R-DESIGN」のマイナーチェンジ版となる。今回は「ポールスター・パフォーマンス・キット」と、ステンレス製エキゾーストシステム、リアディフューザー、スポーツエアフィルターからなる「ポールスター・パフォーマンス・エキゾーストセット」の2つのオプションが特別装備（ディーラー装着）され、より一層走行性能が高められている。
同年2月2日、仕様変更。標準モデルに、新たなエントリーグレード「T2 Kinetic」が追加設定された。「T3」をベースにデチューンされた、Drive-E 1.5L 直列4気筒DOHCガソリンターボ「T2」を搭載し、6速ATを組み合わせる。上位グレードと同様に、11種類の先進安全・運転支援技術「IntelliSafe」を標準装備しながら、300万円を切る価格設定を実現した。
同年2月16日、特別仕様車「Amazon Blue Edition」を200台限定で発売。標準モデルの「T3/D4 Momentum（モメンタム）」をベースに、2016年にデビュー60周年を迎えた「アマゾン」を記念したモデルである。同車のボディカラーをオマージュした「アマゾンブルー」を採用するとともに、シートカラー「シティ・ウィーブ」を組み合わせた。さらに、モダンウッド・パネル、パノラマ・ガラスルーフ、PCC/キーレスドライブ」も特別装備する。
同年8月22日、特別仕様車「D4 Dynamic Edition」を発売。標準モデルおよび「Cross Country」の「D4 Kinetic」をベースに、ブラック基調のスポーティな内外装に仕立てたモデルである。ダイヤモンドカットの18インチアルミホイールをはじめ、ナビゲーションパッケージや運転席パワーシートといった上級装備も装着されている。
同年10月27日、特別仕様車「D4 R-Design Tuned by Polestar」を50台限定で発売。標準モデルの「D4 Momentum」をベースに、R-Design専用エクステリア/インテリア、ポールスター・パフォーマンス・ソフトウエア、ポールスター・パフォーマンス・エキゾーストセット、ポールスター・パフォーマンス・シャシーセット、ポールスター・パフォーマンス・タイヤ＆ホイールセットなどを特別装備する。
同年12月28日、特別仕様車「T2 NAVI Edition」を100台限定で発売。標準モデルの「T2 Kinetic」をベースに、HDDナビゲーションシステムと純正ドライブレコーダーを標準装備しながら、価格は据え置きとした。
2018年3月1日、特別仕様車「T3 NAVI Edition」を発売。標準モデルの「T3 Kinetic」をベースに、HDDナビゲーションシステムやPCCキーレスドライブシステム／ボルボガードシステム、純正ドライブレコーダーを特別装備しながら、価格はベース比10万円増に抑えた。
同年7月19日、特別仕様車「D4 NAVI Edition」を200台限定で発売。標準モデルの「D4 Kinetic」をベースに、HDDナビゲーションシステムやPCCキーレスドライブシステム／ボルボガードシステム、純正ドライブレコーダーを特別装備しながら、価格はベース比10万円増に抑えた。併せて、標準モデルおよび「Cross Country」の「D4」全モデルの価格改定が実施された。
同年8月23日、特別仕様車「D4 Dynamic Edition」を350台限定で発売。標準モデルおよび「Cross Country」の「D4 Momentum」をベースに、“ブラック＆ホワイト”をテーマとした専用デザインに仕立てたモデルである。18インチアルミホイールやレザーコンビネーションシート、ブラックグリッドアルミパネルやグロッシーブラックなどを特別装備する。
同年12月18日、特別仕様車「Tack Edition」および「Classic Edition」を発売。前者は、標準モデルの「T3 Kinetic」および「Cross Country」の「T5 AWD Momentum」をベースに、PCC/キーレスドライブとフロント・シートヒーターを特別装備する。後者は、標準モデルの「T3 Inscription（インスクリプション）」および「Cross Country」の「T5 AWD Summum（サマム）」をベースに、パノラマ・ガラスルーフとリア・シートヒーターを特別装備する。
2019年4月11日、特別仕様車「T5 R-Design Final Edition」を50台限定で発売。「T5 R-Design」をベースに、電動サンシェード付のパノラマ・ガラスルーフとリア・シートヒーターを特別装備する。
同年、ボルボ・カー・ジャパンは、ボルボの正規販売店権利を所有する役員らを集めた会議の中でV40シリーズの新車販売を2019年モデルの在庫をもって終了すると発表した。新車在庫の残り台数は、2019年6月現在で約4,000台となる。これまでV40を生産していたベルギーにある工場は、XC40等のSUVモデルの生産に注力する。